# بودوني
بودوني، (بالإنجليزية: Budoni)‏، (سردينيا: Budùne)، هي بلدية في مقاطعة ساساري، في إقليم سردينيا الإيطالي، وتقع على بعد حوالي 170 كم (110 ميل) شمال شرق كالياري، وحوالي 30 كم (19 ميل) جنوب شرق أولبيا. في 31 ديسمبر 2014، كان عدد سكانها 5125 مساحة 55.9 كيلومتر مربع (21.6 ميل مربع).

## السكان
في سنة 1861 بلغ عدد السكان 677 نسمة، وتطور العدد ليصل في سنة 2011 لـ 4٬846 نسمة.
يظهر هذا المخطط البياني تطور النمو السكاني لـ بودوني